# Suzanne Whang
Pour les articles homonymes, voir Whang.
Suzanne Whang est une actrice américaine née le 28 septembre 1962 à Arlington en Virginie et morte le 17 septembre 2019 à Los Angeles (Californie).

## Biographie
Née de parents sud-coréens originaire de Séoul, Suzanne Whang est surtout connue pour son rôle de Polly, une esthéticienne, dans la série Las Vegas. 
Elle a fait aussi des apparitions dans des séries comme FBI : Portés disparus et Cold Case : Affaires classées en 2006.
Elle est morte d'un cancer du sein le 17 septembre 2019 à Los Angeles (Californie). 
Suzanne Whang a été mariée à Michael Freed mais ils ont divorcé.